# Blanka Pašagić
Blanka Pašagić (Zagreb, 10. studenog 1948. – 5. prosinca 2017.[nedostaje izvor]), hrvatska književnica.

## Životopis
Studirala na Muzičkoj akademiji i Filozofskom fakultetu u Zagrebu. Magistrirala je informatiku i doktorirala književnost. 
Prvu pjesmu objavila je u gimnaziji, u časopisu „Polet“. Otada je surađivala s poezijom i prozom u dječjim časopisima „Smib“ i „Radost“. 
Prevodi znastvene i stručne knjige, te knjige duhovna sadržaja. Objavila je preko stotinu naslova autorskih knjiga te prijevoda. Zastupljena je s poezijom i prozom u raznim zbornicima te u udžbenicima.
Član je Društva hrvatskih književnika.

### Stručne knjige
- Hrvatski dječji časopisi od 1864. do 1950. godine (2003) monografija (knjiga)

### Knjige i slikovnice za djecu
- 3 dana u kraljevstvu začaranog princa (2005) monografija (knjiga)
- 365 priča o veselim medvjedićima (1996) monografija (knjiga)
- 365 priča o slonićima (2000) monografija (knjiga)
- Život na selu (1996) monografija (knjiga)
- Životinje (2002) monografija (knjiga)
- Anđeo čuvar (1991, 1992) monografija (knjiga)
- Crvena, žuta, plava i ... koja je boja mišićima najljepša? (2000) monografija (knjiga)
- Crvenkapica i vuk (2000) monografija (knjiga)
- Divlje životinje (2001) monografija (knjiga)
- Dobro jutro, dragi prijatelji! (1999) monografija (knjiga)
- Domaće životinje (2001) monografija (knjiga)
- Isus prijatelj malenih (1993) monografija (knjiga)
- Ivica i Marica (2001) monografija (knjiga)
- Janica i ja (2004) monografija (knjiga)
- Jedan, dva, tri - mišić uči brojiti (2000) monografija (knjiga)
- Korab i Koraljka (1996) monografija (knjiga)
- Ledan i Vesna (1996) monografija (knjiga)
- Ljepotica i zvijer (2001) monografija (knjiga)
- Maksimirska priča (1993, 2001) monografija (knjiga)
- Male priče o životinjama (1997) monografija (knjiga)
- Mali bučni traktor (2003) monografija (knjiga)
- Mačak u čizmama (2000) monografija (knjiga)
- Ku-ku-riku - dobar dan! (1999) monografija (knjiga)
- Mladi Hrvat (1994) monografija (knjiga)
- Moj anđeo čuvar (1997) monografija (knjiga)
- Moj brat, moj medo i ja (2002) monografija (knjiga)
- Moje kumče (1998) monografija (knjiga)
- Priča za laku noć (1999) monografija (knjiga)
- Priče za dobar san [1] (1999) monografija (knjiga)
- Priče za dobar san [2] (1999) monografija (knjiga)
- Priče za dobar san [3] (2001) monografija (knjiga)
- Priče za dobar san [4] (2001) monografija (knjiga)
- Na igralištu (1999) monografija (knjiga)
- Najdraže bajke (2002) monografija (knjiga)
- Najljepše bajke (1997) monografija (knjiga)
- O mišu, slonu i ljutom bombonu (1991) monografija (knjiga)
- O Mjesecu i zvijezdama (1999, 2002) monografija (knjiga)
- Palac pita ... (1999) monografija (knjiga)
- Palčica (2001) monografija (knjiga)
- Pedeset pet prekrasnih priča (2000) monografija (knjiga)
- Pepeljuga (2001) monografija (knjiga)
- Petnaest propalih priča plus pet poučnih pripovijedaka (1993) monografija (knjiga)
- Plave priče (1999) monografija (knjiga)
- Poljske životinje (2001) monografija (knjiga)
- Ružno pače (2001) monografija (knjiga)
- Sigurno preko ceste (1998) monografija (knjiga)
- Slova i brojke (1998) monografija (knjiga)
- Snjeguljica i sedam patuljaka (2001) monografija (knjiga)
- Svanimir i Zorana (1996) monografija (knjiga)
- Tijesto mijesi kuharica (1999) monografija (knjiga)
- Tin i Bubi su gladni (2000) monografija (knjiga)
- Tin i Bubi u pijesku (2000) monografija (knjiga)
- Tin i Bubi se kupaju (2000) monografija (knjiga)
- Tin i Bubi se oblače (2000) monografija (knjiga)
- Trnoružica (2001) monografija (knjiga)
- Upoznajemo grad (1996) monografija (knjiga)
- Vodene životinje (2001) monografija (knjiga)
- Vuk i tri praščića (2000) monografija (knjiga)
- Vuk, koza i sedam kozlića (2001) monografija (knjiga)
- Začarani dvorac (2004) monografija (knjiga)
- Zečja škola (1999) monografija (knjiga)
- Zlatan i Lada (1996) monografija (knjiga)
- Zlatokosa i tri medvjedića (2000) monografija (knjiga)
- Šašave priče (1998) monografija (knjiga)
- Škola za piliće (1999) monografija (knjiga)
- Šumske životinje (2001) monografija (knjiga)
- Điha, điha konjiću ... (1999) monografija (knjiga)
- Čudesne bajke (2005) monografija (knjiga)
- Čudesno putovanje patuljka Valentina (2000) monografija (knjiga)
- U seoskom dvorištu (1996) monografija (knjiga)

### Prijevodi knjiga za djecu
- Atlas životinja (2001, 2003) monografija (knjiga)
- Automobili (2004) monografija (knjiga)
- Biblija za malene (2004) monografija (knjiga)
- Civilizacije svijeta (2004) monografija (knjiga)
- Dinosauri i izumrle životinje (2002) monografija (knjiga)
- Enciklopedija za djecu (2003) monografija (knjiga)
- Enciklopedija za najmlađe (2003) monografija (knjiga)
- Mitologije (2004) monografija (knjiga)
- More (2003) monografija (knjiga)
- Opća enciklopedija za mlade (2001,2003) monografija (knjiga)
- Priroda (2002) monografija (knjiga)
- Psi (2004) monografija (knjiga)
- Ptice (2001) monografija (knjiga)
- Sve o cirkusu (2004) monografija (knjiga)
- Sve o izumima (2004) monografija (knjiga)
- Sve o svijetu fantastike (2004) monografija (knjiga)
- Sve o vješticama i vilama (2004) monografija (knjiga)
- Svemir (2004) monografija (knjiga)
- Svijet životinja (2001) monografija (knjiga)
- Tijelo (2003) monografija (knjiga)
- Sportovi (2005) monografija (knjiga)

### Prijevodi knjiga duhovnog sadržaja
- Biblijsko posvećenje (1996) monografija (knjiga)
- Biblijski atlas (2004) monografija (knjiga)
- Kristove priče (2002) monografija (knjiga)
- Misli s Gore blagoslova (1999) monografija (knjiga)
- Put Kristu (1993,1999) monografija (knjiga)
- "U početku " (1996) monografija (knjiga)
- Isus enciklopedija

### Prijevodi stručnih knjiga
- Kuharica za sva godišnja doba (1995) monografija (knjiga)
- Vrt (1995) monografija (knjiga)

### Popis znanstvenih i stručnih radova
- Baza podataka Scopus. // Polimeri. 26 (2005.), 2; 69-73 (pregledni rad, znanstveni rad).
- Hrvatska dječja književnost od 1864. do 1950. godine. // Zaprešićki godišnjak 1999. 9 (2000.) ; 167-182 (članak, znanstveni rad).
- Umjetnička proza u hrvatskim dječjim časopisima od 1864. do 1950. godine. // Zaprešićki godišnjak. 9 (2000) ; 183-189 (članak, znanstveni rad).
- Baza bibliografskih podataka časopisa "Tekstil". // Tekstil. 39 (1999.), 11; 692-696 (članak, stručni rad).
- Baze podataka za znanstveno područje tekstilne i odjevne tehnologije. // Tekstil. 41 (1992.), 9; 445-449 (članak, nerazvrstan rad).
- Analiza publiciranja znanstveno-nastavnih radnika Instituta kemijskog inženjerstva. // Informatologia yugoslavica. 22 (1990.), 3-4; 143-148 (članak, stručni rad).
- Analiza bibliografije radova znanstveno-nastavnih radnika Instituta za tekstil i odjeću Tehnološkog fakulteta u Zagrebu. // Tekstil. 39 (1990.), 3; 167-169 (članak, znanstveni rad).
- Primjer stvaranja literaturnog pregleda pretraživanjem tiskanih Chemical Abstracts izdanja. // Polimeri. 9 (1988), 7-8; 188-190 (članak, stručni rad).
- Ergonomsko oblikovanje odjeće za invalidne osobe // Zbornik radova 1. Stručno-znanstveni skup, Zaštita na radu i zaštita zdravlja / Mijović, Budimir ; Vučinić, Jovan (ur.). Karlovac : Veleučilište u Karlovcu, Hrvatsko ergonomijsko društvo, 2006. 283-288 (međunarodna recenzija, znanstveni rad).
- What creativity can (and can not) do // Procedings of 2nd International Ergonomic Conference, Ergonomics 2004 ; CD-ROM of Full Texts / Mijović, B. (ur.). Zagreb : Croatian Society of Ergonomics, Zagreb, 2004. 211-214 (međunarodna recenzija, stručni rad).
- Active student education in the use of digital library // Vloga specijalnih in visokošolskih knjižnic v procesu europske integracije / Rožić-Hristovski, Anamarija ; Hacin-Ludvik, Kristina (ur.). Ljubljana : Zveza bibliotekarskih društev Slovenije, 2004. 91-95 (međunarodna recenzija, znanstveni rad).
- Physico-Chemical Database of Fibre-Forming Binary Polymer Systems // Magic World of Textiles / Dragčević, Zvonko (ur.). Zagreb : Faculty of Textile Technology, 2002. 31-36 (međunarodna recenzija, znanstveni rad).
- Measuring of the influence of visual perception on the efficiency of ergonomically designed workstation using a list of multiple parameters // Ergonomy 2001 ; 1st International ergonomics conference / Mijović, Budimir ; Skoko, Miroslav (ur.). Zagreb : Croatian Society of Ergonomics, 2001. 161-166 (međunarodna recenzija, znanstveni rad).
- Informiranje i edukacija korisnika knjižnice Tekstilno-tehnološkog fakulteta // Edukacija korisnika i knjižničnog osoblja / Jokić, Maja (ur.). Zagreb : Hrvatsko knjižničarsko društvo, 2004. 158-164 (nerazvrstan rad).
- Udio časopisa "Tekstil" u procesu obrazovanja studenata Tekstilno-tehnološkog fakulteta // 4. Dani specijalnoga knjižničarstva Hrvatske / Jokić, Maja (ur.). Zagreb : Hrvatsko knjižničarsko društvo, 2003. 78-83 (stručni rad).
- Informatičko obrazovanje, obučavanje i vođenje organizatora rada u tekstilnom gospodarstvu Hrvatske // 5. međunarodni simpozij Informacijski sustavi `94 / Aurer, Boris (ur.). Varaždin : Fakultet organizacije i informatike, 1994. II - 1-9 (stručni rad).
- Ideas on making academic digital library more appealing to students // Libraries in the digital age (lida) 2005: what can digital libraries do that traditional cannot? or do in addition? & building a small digital library and digital library network / Aparac-Jelušić, Tatjana (ur.). 2005. 159 (sažetak, stručni rad).
- Changes in the role of the librarian with regard to the level of digitalization of the library // Human Information Behaviour & Competences For Digital Libraries / Aparac, Tatjana et al. (ur.). Dubrovnik : Faculty of Philosophy, University J.J. Strossmayer in Osijek, 2004. 196-198 (sažetak, znanstveni rad).
- Stupnjevita implementacija digitalizacije u procesu moderniziranja akademskih knjižnica // Knjižnice, politika, javnost ; Hrvatske knjižnice u svjetlu europskih integracija. Zagreb : Hrvatsko knjižničarsko društvo, 2004. 69-70 (sažetak, stručni rad).
- The Role of Calibration in the Textile Testing Process // XVIII. hrvatski skup kemičara i kemijskih inženjera, Sažetci / Zrnčević, Stanka (ur.). Zagreb : HDKIT, HKD, 2003. 211-211 (sažetak, stručni rad).
- Physico-Chemical Database of Fibre-Forming Binary Polymer Systems // Book of Proceedings. Dragčević, Z. : Faculty of Textile and Technology University of Zagreb, 2002. 31-36 (sažetak, znanstveni rad).
- The influence of human perception on the efficiency of ergonomically shaped workstation // 4th International Conference TEXSCI '2000, Textile Science Proceedings / Militky, Jiri (ur.). Liberec : Technical University in Liberec, 2000. 401 (sažetak, znanstveni rad).
- Analiza bibliografije radova znanstveno-nastavnih radnika Instituta za tekstil i odjeću Tehnološkog fakulteta u Zagrebu (1990) analitika (članak)
- Analiza publiciranja znanstveno-nastavnih radnika Instituta kemijskog inženjerstva (1990) analitika (članak)
- Baza bibliografskih podataka časopisa "Tekstil" (1990) analitika (članak)
- Baze podataka za znanstveno područje tekstilne i odjevne tehnologije (1992) analitika (članak)
- Edukacija korisnika i knjižničnoga osoblja (2004) monografija (knjiga)
- Hrvatska dječja književnost od 1864. do 1950. godine (2000) analitika (članak)
- Produktivnost s aspekta odnosa hrvatskog društva i tekstilnih tehnologija (1999) analitika (članak)
- Tipologija hrvatske dječje proze u časopisima za djecu od 1864.do 1950.godine (1998) monografija (knjiga)
- Umjetnička proza u hrvatskim dječjim časopisima od 1864. do 1945. godine (2000) analitika (članak)

## Vanjske poveznice
- Osobna stranica autorice  Arhivirana inačica izvorne stranice od 8. veljače 2010. (Wayback Machine)
- Popis radova[neaktivna poveznica]